# Paul Laux
Paul Laux, nemški general, * 11. november 1887, † 2. september 1944.